# Svatopluk Innemann

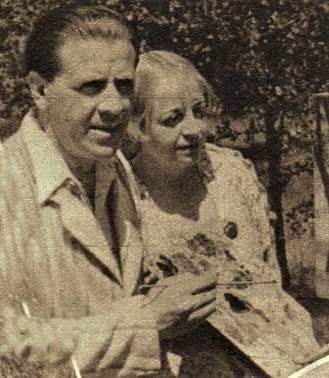
Svatopluk Innemann mit seiner Ehefrau Zdena Kavková (1935)

Svatopluk Innemann (* 18. Februar 1896 in Laibach, Krain; † 30. Oktober 1945 im Internierungslager Klecany) war ein tschechoslowakischer Filmregisseur und Kameramann, der auch als Filmeditor, Drehbuchautor und Schauspieler tätig war. Er gehört zu den Pionieren des Prager Filmschaffens.

## Leben und Wirken
Svatopluk Innemann kam als Sohn des Prager Regisseurs und Schauspielers Rudolf Inemann (1861–1907) und der Opernsängerin Ludmila Lvová-Innemannová (1868–1956) in Laibach zur Welt. Er war der mittlere von drei Brüdern; auch sein älterer Bruder Miroslav (1894–1953) war im Filmgeschäft tätig. Seine Schwester Liduška Innemannová (1905–1968) spielte als Jugenddarstellerin ebenfalls in einem Film.
Nach der Rückkehr seiner Eltern nach Böhmen absolvierte Innemann in Prag zunächst eine Lehre als Selcher. Im Jahre 1918 arbeitete er zusammen mit Otto Heller erstmals beim Film als Kameramann beim Spielfilm Československý Ježíšek, der die Rückkehr der tschechoslowakischen Legionäre zum Gegenstand machte. Ein Jahr später begann er mit eigenständigen Filmaufnahmen und übernahm auch kleinere Rollen. 1920 heiratete Innemann die Schauspielerin Zdena Kavková (1896–1985). Im selben Jahre nahm er die Arbeit als Filmregisseur auf. Zwischen 1919 und 1930 entstanden 16 Stummfilme, sein erster Tonfilm war Fidlovačka (1930). Svatopluk Innemann drehte bis 1937 insgesamt 35 Filme – zumeist Operettenfilme, Komödien und Melodramen, aber auch Dokumentarfilme. In einigen seiner Filme spielten seine Ehefrau, seine Mutter sowie seine Tante Marie Oliaková (1876–1942) mit. Besonders erfolgreich waren seine Komödien Z českých mlýnů (1925) und Muži v offsidu (1931) sowie der Kriminalfilm Vražda v Ostrovní ulici (1933), zugleich der erste in den neuen Filmstudios Barrandov produzierte Film. Zu seinen bedeutendsten Werken zählen der biographische Ausstattungsfilm Josef Kajetán Tyl (1925), der Film Poslední bohém (1931) über Jaroslav Hašek, und das zusammen mit Vladislav Vančura entstandene Drama Před maturitou (1932). Sein letztes filmisches Werk war Švanda dudák (1937) nach dem dramatischen Märchen Strakonický dudák aneb Hody divých žen (Der Dudelsackspieler von Strakonitz) von Josef Kajetán Tyl.
Zum Ende der 1930er Jahre erkrankte Innemann an einer psychischen Störung und wurde psychiatrisch behandelt. Nach der deutschen Besetzung beantragten Innemann und Zdena Kavková 1939 die deutsche Staatsbürgerschaft. Am Modernen Theater in Prag beabsichtigte Innemann die Aufführung eines Stückes über Hitler. Seine Frau engagierte sich ebenfalls mit den Besatzern und sprach im Rundfunk in den Propagandasketchen Hvězdy nad Baltimore und Haló, volá Londýn, wo sie als Hana Benešová auftrat; zudem leistete sie unter dem Decknamen Silly Spitzeldienste für die Gestapo. Nach der Einnahme von Prag durch die Rote Armee wurden Innemann und Zdena Kavková als Kollaboranten verhaftet. Svatopluk Innemann wurde in das Internierungslager Klecany verbracht, wo er am 30. Oktober 1945 verstarb.
Im Jahre 2007 wurden durch den Volksbund Deutsche Kriegsgräberfürsorge aus einem Massengrab die nicht mehr einzeln zuordenbaren Gebeine von 41 Verstorbenen des Lagers Klecany, darunter höchstwahrscheinlich auch die sterblichen Überreste Svatopluk Innemanns, geborgen und 2008 in der neuen deutschen Kriegsgräberstätte in Cheb beigesetzt.

## Filmographie (Auswahl)
- Červená Karkulka (1920), Regie
- Komptoiristka (1922), Regie
- Z českých mlýnů  (1925), Regie
- Josef Kajetán Tyl (1925), Regie
- Švejk v ruském zajetí (1926), Regie
- Plukovník Švec (1929), Regie
- Vražda v Ostrovní ulici (1933), Regie